# Eumorpha anchemolus
Eumorpha anchemolus é uma espécie de mariposa neotropical da família Sphingidae, descrita por Pieter Cramer em 1779. É uma das maiores mariposas do gênero Eumorpha, facilmente reconhecida por sua envergadura robusta, asas anteriores com padrões complexos de camuflagem e asas posteriores com uma marcante mancha rosada na base.

## Descrição morfológica
A envergadura alar de Eumorpha anchemolus varia entre 105 e 125 milímetros. As asas anteriores exibem um padrão complexo em tons de verde-oliva, marrom e cinza, com linhas e formas geométricas que proporcionam excelente camuflagem contra cascas de árvores e folhagem. Uma mancha discal escura e uma faixa pálida próxima à margem são características notáveis. As asas posteriores são predominantemente marrom-escuras, com uma grande área rosa-avermelhada na base, que fica visível durante o voo ou quando a mariposa se sente ameaçada. O corpo é robusto e aerodinâmico, seguindo os padrões de coloração das asas.
A lagarta em seu último instar é grande, podendo atingir 120 milímetros de comprimento. Sua coloração varia do verde ao marrom-avermelhado ou roxo. Uma de suas características mais distintas é a presença de um grande ocelo azul-esverdeado no primeiro segmento abdominal, que imita um olho para intimidar predadores. O corno caudal, típico da família Sphingidae, é reduzido a uma pequena protuberância granular.
A pupa é grande e de cor marrom-escura, formada em uma câmara subterrânea rasa no solo. O estágio pupal ocorre em um casulo de seda frouxa misturado com terra e detritos.

## Distribuição e habitat
Eumorpha anchemolus tem uma ampla distribuição na região neotropical, ocorrendo desde o México e Antilhas até o norte da Argentina. No Brasil, é encontrada em praticamente todo o território, incluindo o estado do Maranhão, onde habita zonas de floresta úmida, matas de galeria no Cerrado e áreas de transição com o bioma amazônico.
Seu habitat principal são as florestas tropicais e subtropicais de baixa altitude, bordas de mata e vegetação secundária. Também pode ser encontrada em áreas agrícolas e suburbanas, especialmente onde suas plantas hospedeiras são abundantes.

## Biologia e ecologia

### Período de voo
Os adultos são noturnos e ativos durante todo o ano nas regiões tropicais, com picos populacionais associados às estações chuvosas, quando há maior disponibilidade de flores e plantas hospedeiras. São fortes voadores e podem percorrer longas distâncias em busca de alimento e parceiros.

### Alimentação
Os adultos alimentam-se do néctar de flores de corola profunda, utilizando sua longa probóscide. São atraídos por espécies de plantas das famílias Apocynaceae, Rubiaceae e Bignoniaceae.
As lagartas são especialistas e alimentam-se principalmente de folhas de plantas da família Vitaceae, como espécies dos gêneros Cissus e Vitis. Também há registros de alimentação em plantas das famílias Dilleniaceae e Actinidiaceae.

### Comportamento e reprodução
As fêmeas depositam seus ovos individualmente nas folhas da planta hospedeira. A lagarta, quando perturbada, pode inflar a região torácica para exibir seu grande ocelo, em um comportamento deimático que visa assustar potenciais predadores. Os adultos são frequentemente atraídos por fontes de luz artificial durante a noite.